# Abdou Diouf
Abdou Diouf (Louga, 7 de septiembre de 1935) es un político senegalés, ex primer ministro y sucesor de Léopold Sédar Senghor en la presidencia de la República. De 2003 a 2015 fue Secretario General de la Organización Internacional de la Francofonía.

## Biografía
Comenzó a estudiar Derecho en Dakar, para continuar luego en París, graduándose  la École nationale de la France d'outre-mer en 1960.
Ocupó puestos de relevancia en la administración senegalesa, donde llegó a ser jefe de gabinete del Presidente Senghor en 1963 y secretario general de la Presidencia de la República en 1964. A continuación fue nombrado ministro de Planificación e Industria entre 1968 y 1970, y primer ministro en febrero de 1970.
Fue nombrado presidente de la República de Senegal el 1 de enero de 1981, tras la dimisión de Senghor, y renovó su mandato en las elecciones de 1983, 1988 y 1993. Durante su mandato profundizó la democracia, iniciada por su predecesor, liberalizó progresivamente la economía y promovió la descentralización. También contribuyó al prestigio del país en el mundo, a través de la participación en numerosas cumbres internacionales, y es un activo defensor de la unidad africana.
Abdou Diouf fue derrotado en la segunda vuelta de las elecciones presidenciales del 19 de marzo de 2000, sucediéndole Abdoulaye Wade. Entonces trasladó su residencia a París, donde vive.
El 20 de octubre de 2002 fue elegido secretario general de la Organización Internacional de la Francofonía, sustituyendo al egipcio Butros Butros-Ghali. Renovó el cargo por unanimidad en la undécima Cumbre de la Francofonía en Bucarest en 2006 hasta 2015 siendo sustituido por Michaëlle Jean